# 1988年の日本公開映画
- 映画 > 映画の一覧 > 年度別日本公開映画 > 1988年の日本公開映画
- 映画 > 1988年の映画 > 1988年の日本公開映画

1988年の日本公開映画（1988ねんのにほんこうかいえいが）では、1988年（昭和63年）1月1日から同年12月31日までに日本で商業公開された映画の一覧を記載。作品名の右の丸括弧内は製作国を示す。
記載の凡例については年度別日本公開映画#凡例を参照

## 作品一覧

### 1月
- 4日
  - 王様の映画( アルゼンチン)
- 6日
  - 龍飛岬( 日本)
- 9日
  - エルム街の悪夢3 惨劇の館( アメリカ合衆国)
  - スクエアダンス( アメリカ合衆国)
  - 捕えられた伍長( フランス)
- 15日
  - イシュタール( アメリカ合衆国)
  - グレート・ストリーム( アメリカ合衆国)
  - ジミー さよならのキスもしてくれない( アメリカ合衆国)
  - 天山回廊 ザ・シルクロード( 中国/ イギリス領香港)
  - 花園の迷宮( 日本)
  - パラダイム( アメリカ合衆国)
  - マルサの女2( 日本)
- 23日
  - 愛の逃避行( 西ドイツ/ フィンランド)
  - 消えたセクシー・ショット( アメリカ合衆国)
  - 郷愁( 日本)
  - 恐怖省( アメリカ合衆国)
  - メロ ( フランス)
  - ラストエンペラー( イタリア/ 中国/ イギリス/ フランス/ アメリカ合衆国)
- 30日
  - イズント・イット・ヘヴン・イェット?( アメリカ合衆国)
  - 黒い瞳( イタリア)
  - 帝都物語( 日本)
  - 天国の晩餐( キューバ)
  - フエゴス( フランス)
  - モーリス( イギリス)

### 2月
- 3日
  - ジェロームの時間( アメリカ合衆国)
  - 遠くを見れない男( アメリカ合衆国)
- 6日
  - アンハード・ミュージック( アメリカ合衆国)
  - うる星やつら 完結篇( 日本・アニメ)
  - 銀河英雄伝説 我が征くは星の大海( 日本・アニメ)
  - 戦場の小さな天使たち( イギリス/ アメリカ合衆国)
  - 月の出をまって( アメリカ合衆国/ イギリス/ フランス)
  - ビジル( ニュージーランド)
  - ビッグタウン( アメリカ合衆国)
  - ブロンテ姉妹( フランス)
  - めぞん一刻 完結編( 日本・アニメ)
  - 汚れた血( フランス)
- 11日
  - 愛と復讐の挽歌( イギリス領香港)
  - 危険な情事( アメリカ合衆国)
  - 皇家戦士( イギリス領香港)
  - スケバン刑事 風間三姉妹の逆襲( 日本)
  - 大災難P.T.A.( アメリカ合衆国)
  - ロボコップ( アメリカ合衆国)
- 13日
  - アメリカン・ウェイ( イギリス)
  - 追いつめられて( アメリカ合衆国)
  - レディ・ドール( フランス)
- 20日
  - 悪霊伝説( アメリカ合衆国)
  - キンドレッド( イギリス)
  - マネキン( アメリカ合衆国)
  - 森の向う側( 日本)
- 23日
  - THE DEAD CLASS/死の教室( ポーランド)
- 26日
  - 想い出のサンジェルマン( フランス)
- 27日
  - アドベンチャー・アーク/アポロンの秘宝( イタリア/ トルコ)
  - タバコ・ロード( アメリカ合衆国)
  - 遠い夜明け( イギリス/ アメリカ合衆国)
  - ハングマン( アメリカ合衆国)
  - 不可思議物語( 日本)

### 3月
- 5日
  - ハモンド家の秘密( アメリカ合衆国)
  - ベビーシッター・アドベンチャー( アメリカ合衆国)
  - ダーティー・ソルジャー/野良犬軍団( アメリカ合衆国)
  - クリープショー2/怨霊( アメリカ合衆国)
  - 私は人魚の歌を聞いた( カナダ)
  - ヘル・レイザー( イギリス)
- 7日
  - 毛沢東からモーツァルトへ( アメリカ合衆国)
- 11日
  - 4番目の男( オランダ)
- 12日
  - がんばれ!がんばれ!ベンジー( アメリカ合衆国)
  - 戦慄殺人 ローズマリー2( アメリカ合衆国)
  - ニューヨーク・バンパイア( アメリカ合衆国)
  - 招待 ( ポーランド)
  - 霊幻道士3 キョンシーの七不思議( イギリス領香港)
  - ドラえもん のび太のパラレル西遊記( 日本・アニメ)
  - エスパー魔美 星空のダンシングドール( 日本・アニメ)
  - ウルトラB ブラックホールからの独裁者B・B!( 日本・アニメ)
  - 機動戦士ガンダム 逆襲のシャア( 日本・アニメ)
  - 機動戦士SDガンダム( 日本・アニメ)
  - 東映まんがまつり
    - ビックリマン( 日本・アニメ)
    - 聖闘士星矢 神々の熱き戦い( 日本・アニメ)
    - 仮面ライダーBLACK 鬼ケ島に急行せよ( 日本)
    - レディレディ!!( 日本・アニメ)
- 16日
  - フィルム・ビフォー・フィルム( 西ドイツ)
- 18日
  - シド・アンド・ナンシー( イギリス)
- 19日
  - フルメタル・ジャケット( アメリカ合衆国)
  - 赤ちゃん泥棒( アメリカ合衆国)
  - キャント・バイ・ミー・ラブ( アメリカ合衆国)
  - ハロウィン1988・地獄のロック&ローラー( アメリカ合衆国)
  - 長くつ下ピッピの冒険物語( アメリカ合衆国/ イギリス)
  - エリザとエリック( フランス)
  - ゴールデン・エイティーズ( ベルギー/ フランス/ スイス)
  - ルーカス・ルーカス( オーストラリア)
  - 四月怪談( 日本)
- 25日
  - チェコの古代伝説( チェコスロバキア)
- 26日
  - 赤ちゃんはトップレディがお好き( アメリカ合衆国)
  - 誰かに見られてる( アメリカ合衆国)
  - 月の輝く夜に( アメリカ合衆国)
  - ビリー・ディー・ウィリアムス/殺しのイリュージョン( アメリカ合衆国)
  - シルビーの帰郷( カナダ)
  - ローリング・ベンジェンス/復讐のモンスター・トラック( カナダ)
  - 芙蓉鎮( 中国)
  - 1999年の夏休み( 日本)

### 4月
- 1日
  - 偉大なるアンバーソン家の人々( アメリカ合衆国)
  - ゴシック( イギリス)
- 2日
  - スイート・スイート・ビレッジ( チェコスロバキア)
  - バーフライ( アメリカ合衆国)
  - ブロンドはお好き( アメリカ合衆国)
  - 窓・ベッドルームの女( アメリカ合衆国)
- 9日
  - アメリカン・ドライブ・イン( アメリカ合衆国)
  - 殺人プレイバック( アメリカ合衆国)
  - ティーンバンパイヤ( アメリカ合衆国)
  - パルジファル( 西ドイツ/ フランス)
  - ブラドック/地獄のヒーロー3 ( アメリカ合衆国)
  - Love me( スウェーデン)
  - レボリューション・めぐり逢い( イギリス)
  - ロス市警特捜刑事/惨劇のX'masイヴ( アメリカ合衆国)
- 16日
  - ウォール街( アメリカ合衆国)
  - キリング・タイム( フランス)
  - シンデレラ・ボーイ( アメリカ合衆国)
  - タイムトラぶラー( アメリカ合衆国) 別題ガバリン2 タイムトラぶラー
  - ダンサー( アメリカ合衆国)
  - となりのトトロ( 日本・アニメ)
  - 火垂るの墓( 日本・アニメ)
- 23日
  - 愛と宿命の泉( フランス)
  - うるさい女たち( アメリカ合衆国)
  - キョンシーVS五福星( イギリス領香港)
  - チャイナ・ガール( アメリカ合衆国)
  - サイクロンZ( イギリス領香港)
  - 浜辺の女( アメリカ合衆国)
  - 張り込み( アメリカ合衆国)
  - ベルリン・天使の詩( 西ドイツ/ フランス)
  - 夜の人々( アメリカ合衆国)
  - レンタ・コップ( アメリカ合衆国)
- 28日
  - キャプテン・ザ・ヒーロー/悪人は許さない( アメリカ合衆国)
- 29日
  - おかしなおかしな成金大作戦( アメリカ合衆国)
  - 女たちのテーブル( イタリア/ フランス)
  - キッチン・トト( イギリス)
  - サロメの季節( フランス)
  - 太陽の帝国( アメリカ合衆国)
  - 父( 日本)
  - ひかり( マリ)
  - ブロードキャスト・ニュース( アメリカ合衆国)
- 30日
  - シークレット・オブ・ウーマン( スウェーデン)
  - ホーリー・マウンテン( メキシコ/ アメリカ合衆国)

### 5月
- 1日
  - 建築家の腹 ( イギリス)
- 3日
  - キャット・ピープル ( アメリカ合衆国)
- 6日
  - カンヌ映画通り ( スイス)
- 7日
  - 殺意の瞬間 ( スペイン)
  - 大統領暗殺指令 ( アメリカ合衆国)
- 8日
  - ブロンドの殺人者 ( アメリカ合衆国)
- 13日
  - わが美しき愛と哀しみ ( フランス)
- 14日
  - ガラスの動物園 ( アメリカ合衆国)
  - 死霊の罠 ( 日本)
  - 太陽の年 ( ポーランド/ 西ドイツ/ アメリカ合衆国)
  - ドラグネット 正義一直線 ( アメリカ合衆国)
  - 容疑者 ( アメリカ合衆国)
- 20日
  - ファスビンダーの ケレル ( 西ドイツ)
- 21日
  - 鏡の向う側 ( イタリア)
  - ゴーストハウス ( イタリア)
  - つる -鶴- ( 日本)
  - デルタ・フォース・コマンド ( イタリア)
  - ナッツ ( アメリカ合衆国)
  - 薔薇の貴婦人 ( イタリア)
  - ブラック・コブラ ( イタリア)
  - 暴力教室'88 ( アメリカ合衆国)
  - マスカレード/甘い罠 ( アメリカ合衆国)
  - ロボポリス ( アメリカ合衆国)
- 26日
  - シャルロット・フォー・エヴァー ( フランス)
- 28日
  - 嵐が丘 ({{}})
  - ウー・ウー・キッド ( アメリカ合衆国)
  - 外人球団 ( 韓国)
  - 潮風のいたずら ( アメリカ合衆国)
  - 死海殺人事件 ( アメリカ合衆国)
  - ゾンビ伝説 ( アメリカ合衆国)
- 29日
  - チェルノブイリ・シンドローム/その後の史上最悪の原発事故 ( ソビエト連邦)

### 6月
- 4日
  - アンナ( アメリカ合衆国)
  - 影なき男( アメリカ合衆国)
  - 禁断の情事 ( イタリア)
  - ザ・コマンダー/死からの脱出( イタリア)
  - 黄昏に燃えて( アメリカ合衆国)
  - 小さな唇( イタリア/ スペイン)
  - 椿姫( 日本)
  - デ・ジャ・ヴュ( スイス)
  - 橋( 日本)
  - 炎の戦士ストライカー( イタリア)
  - わが心の炎( スイス/ フランス)
- 11日
  - アーリー・スプリング( デンマーク)
  - ウィーズ( アメリカ合衆国)
  - ウィズダム/夢のかけら( アメリカ合衆国)
  - 想い出のディキシー・レーン( アメリカ合衆国)
  - ザ・エンペラー( 中国)
  - サムシング・ワイルド( アメリカ合衆国)
  - シシリアン( アメリカ合衆国)
  - スペースボール( アメリカ合衆国)
  - ツーフィンガー鷹( イギリス領香港)
  - 人間解剖島/ドクター・ブッチャー( アメリカ合衆国/ イタリア)
  - ビッグ・ショット( アメリカ合衆国)
  - 人喰族( イタリア)
  - 密約/外務省機密漏洩事件( 日本)
  - ランボー3/怒りのアフガン( アメリカ合衆国)
  - 霊幻妖女( イギリス領香港)
- 13日
  - デサント・オ・ザンファー/地獄に堕ちて( フランス)
- 18日
  - アロハ・サマー( アメリカ合衆国)
  - カリギュラ III( フランス)
  - 華麗なる不倫( アメリカ合衆国)
  - デシデーリア＝欲望( イタリア/ 西ドイツ)
  - ファントム・エンパイア( アメリカ合衆国)
  - ベレッタの女/最後の誘惑( イタリア)
  - ラスト・オブ・イングランド ブルガリア
- 23日
  - イリュージョン??( カナダ・アニメ)
  - インテルビスタ( イタリア)
  - 木を植えた男  カナダ・アニメ)
  - クラック!( カナダ・アニメ)
  - テンペスト( イギリス)
  - トゥ・リエン( カナダ・アニメ)
  - ラタタ( カナダ・アニメ)
- 24日
  - 巴里ホテルの人々( フランス/ イギリス)
- 25日
  - 悪夢の惨劇( アメリカ合衆国)
  - この愛に生きて( アメリカ合衆国)
  - サイゴン( アメリカ合衆国)
  - ディープ・ブルー・ナイト( 韓国)
  - 出島( スイス)
  - ポルターガイスト3/少女の霊に捧ぐ…( アメリカ合衆国)
  - リトル・ニキータ( アメリカ合衆国)
- 30日
  - 熱砂の日( イギリス)

### 7月
- 1日
  - クライム・オブ・ザ・フューチャー/未来犯罪の確立 ( カナダ)
- 2日
  - 悪魔の毒々サーファー( アメリカ合衆国)
  - あぶない家族 ( オランダ)
  - カサンドラ ( オーストラリア)
  - サマー・デイズ ( アメリカ合衆国)
  - ジャンク・イン・ザ・ダーク ( アメリカ合衆国)
  - 第七の予言 ( アメリカ合衆国)
  - ティーン・ウルフ2/ぼくのいとこも狼だった ( アメリカ合衆国)
  - ハード・プリズン ( アメリカ合衆国)
  - ポリスアカデミー5/マイアミ特別勤務 ( アメリカ合衆国)
  - またまたあぶない刑事 ( 日本)
- 7日
  - ステレオ/均衡の遺失 ( カナダ)
- 9日
  - 東映まんがまつり
    - ドラゴンボール 摩訶不思議大冒険 ( 日本・アニメ)
    - ビックリマン 無縁ゾーンの秘宝 ( 日本・アニメ)
    - 闘将!!拉麵男（ 日本・アニメ）
    - 仮面ライダーBLACK 恐怖!悪魔峠の怪人館 ( 日本)

  - ドッグ・イン・スペース ( オーストラリア)
  - 友だちの恋人 ( フランス)
  - ノーマンズ・ランド ( アメリカ合衆国)
  - フランティック ( アメリカ合衆国)
- 13日
  - デサント・オ・ザンファー/地獄に堕ちて ( フランス)
- 15日
  - スラムダンス ( アメリカ合衆国)
- 16日
  - AKIRA ( 日本・アニメ)
  - 黄金の肉体 ゴーギャンの夢 ( デンマーク/ フランス)
  - 恋の病い ( フランス)
  - ザ・ブッチャー ( イタリア)
  - 天使とデート ( アメリカ合衆国)
  - バイブス秘宝の謎 ( アメリカ合衆国)
  - ボーイ・ミーツ・ガール ( フランス)
  - マリリンに逢いたい ( 日本)
  - モモ ( 西ドイツ/ イタリア)
- 22日
  - 殺し ( イタリア)
  - ワーグナーとコジマ ( フランス/ 西ドイツ)
- 23日
  - インテルビスタ ( イタリア)
  - ウィロー ( アメリカ合衆国)
  - 魁!!男塾 ( 日本・アニメ)
  - 新・桃太郎1 ( 台湾)
  - スペースノア ( 西ドイツ)
  - 聖闘士星矢 真紅の少年伝説 ( 日本・アニメ)
  - N.Y.バッド・ボーイズ ( アメリカ合衆国)
  - ミュータント・ウォー ( アメリカ合衆国)
  - 優駿 ORACION ( 日本)
- 25日
  - ホーム・アローン3 ( アメリカ合衆国)
- 30日
  - 行き止まりの挽歌　ブレイクアウト ( 日本)
  - コメディアンツ☆ムービー/カルナバル ( スペイン)
  - 地底帝国の謎 ( アメリカ合衆国)
  - デビル・ドール ( アメリカ合衆国)
  - 熱砂の日 ( イギリス)
  - 破滅への警告 ( ソビエト連邦)
  - ビッグ ( アメリカ合衆国)
  - 予告された殺人の記録 ( イタリア/ フランス)

### 8月
- 5日
  - チャック・ベリー/ヘイル・ヘイル・ロックンロール ( アメリカ合衆国)
- 6日
  - 風の中のリセエンヌ ( フランス)
  - クロコダイル・ダンディー2( オーストラリア)
  - ダウンタウン・ヒーローズ ( 日本)
  - ビーバップハイスクール 高校与太郎音頭( 日本)
  - ピラミッドの彼方に -ホワイト・ライオン伝説- ( 日本)
  - フランスの思い出 ( フランス)
  - プレシディオの男たち ( アメリカ合衆国)
  - 菩提樹 リンデンバウム ( 日本)
  - 欲望の裏側 ( スペイン)
- 13日
  - ウォンテッド・ハイスクール/あぶない転校生 ( アメリカ合衆国)
  - 帰って来たE.T. ( アメリカ合衆国)
  - 鯨とり・コレサニヤン ( 韓国)
  - スリーメン&ベビー ( アメリカ合衆国)
  - TOMORROW 明日( 日本)
  - ドキュメント・ソ連軍/最新戦略兵器の全て ( ソビエト連邦)
  - 情無用の戦士( イタリア)
  - ニューヨーカーの青い鳥 ( アメリカ合衆国)
  - 花のあすか組! ( 日本)
  - ハーフムーン・ストリート( アメリカ合衆国)
  - ぼくらの七日間戦争 ( 日本)
  - 九龍の眼 ( イギリス領香港)
  - メイトワン-1920 ( アメリカ合衆国)
- 20日
  - グラン・ブルー ( フランス/ イタリア)
  - グリーン・レクイエム( 日本)
  - 眠れぬ夜に ( ブラジル)
- 23日
  - はれときどきぶた( 日本・アニメ)
- 26日
  - ピショット ( ブラジル)
- 27日
  - 悪徳の栄え( 日本)
  - いこかもどろか( 日本)
  - エイリアン・ゾンビ ( アメリカ合衆国)
  - デーモン・ギャラクシー/魔女伝説( アメリカ合衆国)
  - 徳川の女帝 大奥( 日本)

### 9月
- 3日
  - オテロ( イタリア/ アメリカ合衆国)
  - 哀しみのラストダンス( アメリカ合衆国)
  - 疵( 日本)
  - ザ・デッド/「ダブリン市民」より( アメリカ合衆国)
  - 持参金のない娘( ソビエト連邦)
  - 13日の金曜日PART7/新しい恐怖( アメリカ合衆国)
  - 青春スケッチ( 韓国)
  - ノース・ショア( アメリカ合衆国)
  - ハートビートで追いかけて( アメリカ合衆国)
  - ブラックローズ( アメリカ合衆国)
  - ブルースが聞こえる( アメリカ合衆国)
- 10日
  - インカ帝国の謎( イタリア)
  - カジュアル・セックス?( アメリカ合衆国)
  - KGB追跡/聖書の秘密( イタリア)
  - プリンセス・ブライド・ストーリー( アメリカ合衆国)
  - マカロニ( イタリア)
- 14日
  - ランドスケープ・スーサイド( アメリカ合衆国)
- 15日
  - 異人たちとの夏( 日本)
  - ナイト・ズー( カナダ)
  - ビッグ・ビジネス( アメリカ合衆国)
- 17日
  - アナザー・ウェイ ―D機関情報―( 日本)
  - シュワルツェネッガー/レッドブル( アメリカ合衆国)
  - 南東から来た男( アルゼンチン)
  - ポゼッション( フランス/ 西ドイツ)
  - ラスキーズ( アメリカ合衆国)
  - LEMI レミ( 日本)
- 23日
  - 恋とゲームと4人組( アメリカ合衆国/ 南アフリカ共和国)
  - さよならゲーム( アメリカ合衆国)
  - サロメ( イギリス)
  - シェイクダウン( アメリカ合衆国)
  - ダーティハリー5( アメリカ合衆国)
  - ひぃ・ふぅ・みぃ( 日本)
  - ヘイジング・イン・ヘル/学園の悪魔( アメリカ合衆国)
  - 妖女伝説'88( 日本)
  - リモート・コントロール/ビデオエイリアンの侵略( アメリカ合衆国)
- 24日
  - アウトロー・コップ( イタリア)
  - 殺戮の戦場( カンプチア人民共和国/ イギリス領香港)
  - ミュラー探偵事務所( オーストリア)
- 30日
  - ハーヴェイ・ミルク( アメリカ合衆国)
  - 薔薇の王国( 西ドイツ/ ポルトガル)

### 10月
- 1日
  - きまぐれオレンジ☆ロード あの日にかえりたい( 日本・アニメ)
  - 死線を越えて 賀川豊彦物語( 日本)
  - セプテンバー( アメリカ合衆国)
  - 大混乱( アメリカ合衆国)
  - 旅立ちの時( アメリカ合衆国)
  - 華の乱( 日本)
  - 陽あたり良好! KA・SU・MI 夢の中に君がいた( 日本・アニメ)
  - マローン/黒い標的( アメリカ合衆国)
  - ミラグロ/奇跡の地( アメリカ合衆国)
  - メン( 西ドイツ)
  - モンローに憧れて( ポーランド)
- 8日
  - カラーズ 天使の消えた街( アメリカ合衆国)
  - グッドモーニング, ベトナム( アメリカ合衆国)
  - 刑事ニコ/法の死角( アメリカ合衆国)
  - この胸のときめきを( 日本)
  - ナイト・オブ・ペンシルズ( アルゼンチン)
  - パンダ物語 熊猫的故事( 日本)
  - ビッグ・ファイター( イタリア)
  - マザー・テレサ/母なることの由来( アメリカ合衆国)
  - 真夜中の狂気( イタリア)
  - ワールド・アパート( イギリス)
- 9日
  - ジャスト・ライク・ウェザー/美國心( イギリス領香港)
  - ソウル( イギリス領香港)
- 15日
  - 青い殺意( フランス)
  - 青い山脈’88( 日本)
  - 刑事グラハム/凍りついた欲望( アメリカ合衆国)
  - ドグラ・マグラ( 日本)
  - トレンチコートの女( フランス)
  - バカヤロー! 私、怒ってます( 日本)
  - ファイアー&アイス/白銀の恋人たち( 西ドイツ)
- 19日
  - クレージーボーイズ( 日本)
- 21日
  - ペット・ショップ・ボーイズ/夢色の幻想( イギリス)
  - ラストムービー( アメリカ合衆国)
- 22日
  - ほうこう( 日本)
  - メッセンジャー・ボーイ( ソビエト連邦)
  - 翌日戦争が始まった( ソビエト連邦)
  - リボルバー( 日本)
- 23日
  - バトル・ヒーロー/秘宝強奪作戦( イギリス領香港)
  - ビッグ・バッド・ママ2( アメリカ合衆国)
- 25日
  - イリュージョニスト( オランダ)
- 27日
  - ロベルトは今夜( フランス)
- 28日
  - 流されて2( イタリア)
- 29日
  - アイリーンを探して( 西ドイツ)
  - クリッター2( アメリカ合衆国)
  - ステイ・ゴールド( 日本)
  - 存在の耐えられない軽さ( アメリカ合衆国)
  - タッカー( アメリカ合衆国)
  - 旅人は休まない( 韓国)
  - ニア・ダーク/月夜の出来事( アメリカ合衆国)
  - バックファイア( アメリカ合衆国)
  - ヒドゥン( アメリカ合衆国)
  - ムーンウォーカー( アメリカ合衆国)
  - 妖女の時代( 日本)

### 11月
- 3日
  - 再会の街/ブライトライツ・ビッグシティ( アメリカ合衆国)
  - 危険な天使( アメリカ合衆国)
  - ア・マン・イン・ラブ( フランス)
- 5日
  - ギャングランド/カポネが最も恐れた男( アメリカ合衆国)
  - エスカレート/感染マニア( アメリカ合衆国)
  - 傷だらけの青春( アメリカ合衆国)
  - エル・ノルテ/約束の地( アメリカ合衆国/ イギリス)
  - TOKYO POP( アメリカ合衆国/ 日本)
  - 追跡大陸/グレート・ミッション( イタリア)
  - 怒りの標的( イタリア)
  - 孤独な声( ソビエト連邦)
  - 死者からの手紙( ソビエト連邦)
  - 北京物語( 中国)
  - 追跡者( 中国)
  - 真夜中の河( 日本)
- 9日
  - 姐御( 日本)
- 12日
  - ヤングガン( アメリカ合衆国)
  - パルス・ショック( アメリカ合衆国)
  - 私立ガードマン/全員無責任( アメリカ合衆国)
  - フライトナイト2/バンパイヤの逆襲( アメリカ合衆国)
  - ファイナル・エクソシスト/悪魔の封印( アメリカ合衆国)
  - マジック・クエスト/魔界の剣( アメリカ合衆国)
  - カルテット( イギリス/ フランス)
  - イワン雷帝( ソビエト連邦)
  - 禁じられた好奇心( ユーゴスラビア)
  - 真夜中の魔性( スペイン)
  - 快盗ルビイ( 日本)
- 15日
  - 舞台女優( 中国)
  - 戦争を遠く離れて( 中国)
- 18日
  - MAFU・悪魔の檻( アメリカ合衆国)
- 19日
  - デス・ミッション/怒りの戦場( アメリカ合衆国)
  - NAM/地獄の突破口( アメリカ合衆国)
  - 皆殺しの挽歌( アメリカ合衆国)
  - クレーヴの奥方( フランス/ イタリア)
  - 戦場の野獣たち/ヘルズ・ヒーロー( イタリア)
  - 都会のアリス( 西ドイツ)
- 23日
  - モード家の一夜( フランス)
- 25日
  - 太陽雨( 中国)
  - 晩鐘( 中国)
- 26日
  - 八月の鯨( アメリカ合衆国)
  - 令嬢チャタレイ/愛の遍歴( イタリア)
  - FANNY /ファニー・紫の血の女( スペイン/ フランス)
  - ほんの5g( 日本)
  - 会社物語 MEMORIES OF YOU( 日本)
  - 首都高速トライアル( 日本)

### 12月
- 1日
  - 夜の天使( フランス)
- 3日
  - ロジャー・ラビット( アメリカ合衆国)
  - 屋根裏部屋の花たち( アメリカ合衆国)
  - ストーミー・ウェザー( アメリカ合衆国)
  - W/ダブル( アメリカ合衆国)
  - ザ・ネスト( アメリカ合衆国)
  - パンプキンヘッド( アメリカ合衆国)
  - 虜・乱されて( イタリア)
  - 欲望の中の女( イタリア)
  - ソウル・ミュージック　ラバーズ・オンリー( 日本)
- 6日
  - 妖精王( 日本)
- 9日
  - イタリア旅行( イタリア)
- 10日
  - 背信の日々( アメリカ合衆国)
  - ビートルジュース( アメリカ合衆国)
  - ミッドナイト・ラン( アメリカ合衆国)
  - 悪魔の陽の下に( フランス)
  - 蒼い衝動( フランス/ イタリア)
  - 煉獄アムール( イタリア)
  - ガラスの中の少女( 日本)
  - 悲しい色やねん( 日本)
  - 孔雀王( 日本/ イギリス領香港)
- 16日
  - 不安( イタリア/ 西ドイツ)
  - 三文オペラ/リオ1941( ブラジル/ フランス)
- 17日
  - エンジェル・コマンド( アメリカ合衆国)
  - 3人のゴースト( アメリカ合衆国)
  - ハイ・シェラ( アメリカ合衆国)
  - ザ・ゲート( カナダ)
  - ディア・アメリカ/戦場からの手紙( アメリカ合衆国)
  - トゥー・ムーン( アメリカ合衆国)
  - 星の王子 ニューヨークへ行く( アメリカ合衆国)
  - さよなら子供たち( フランス/ 西ドイツ)
  - デタッチド・ミッション( ソビエト連邦)
  - ウォードッグ( スウェーデン)
  - ラスト・ジゴロ( オーストラリア)
  - 恋子の毎日( 日本)
  - ビー・バップ・ハイスクール 高校与太郎完結篇( 日本)
- 18日
  - ふ・し・ぎ・なBABY( 日本)
  - …これから物語 ～少年たちのブルース～( 日本)
- 23日
  - ウォーカー( アメリカ合衆国)
- 24日
  - ザ・コップ( アメリカ合衆国)
  - ペーパー・ファミリー( アメリカ合衆国)
  - マック( アメリカ合衆国)
  - リアンナ( アメリカ合衆国)
  - プリズン( アメリカ合衆国)
  - マイライフ・アズ・ア・ドッグ( スウェーデン)
  - 童年往事 時の流れ( 台湾)
  - 独身アパートどくだみ荘( 日本)
  - 男はつらいよ 寅次郎サラダ記念日( 日本)
  - 釣りバカ日誌( 日本)
- 31日
  - 地獄の必殺人/シャドー・ウルフ( アメリカ合衆国)
  - 殺戮軍団マッド・コブラ( イタリア)